# Microdiplodia myriospora
Microdiplodia myriospora är en svampart som först beskrevs av Pier Andrea Saccardo, och fick sitt nu gällande namn av Allesch. 1901. Microdiplodia myriospora ingår i släktet Microdiplodia och familjen Botryosphaeriaceae.   Inga underarter finns listade i Catalogue of Life.